# معاذ يوسف (كاتب)
معاذ يوسف (17 أكتوبر 1937 - 8 مارس 2001)، مؤلف وسيناريست عراقي.  بدأ مشواره الفني في سبعينات القرن الفائت كتب يوسف أربعة افلام تلفزيونية نفذ منها اثنان هما: «اللوحة» و«البندول» اللذان أصبحا علامتين دالتين إلى نهوض فني عراقي ما لبث أن تعرض لتراجع كمي ونوعي في العقدين اللاحقين. وكتب فيلمين سينمائيين هما: «بديعة» و«الملك غازي» وانتج عام 1992 ابتداء من تمثيلة «اللغز» التي أخرجها كارلو هاريتون عام 1970 وانتهاء بمسلسل «حمورابي». في أعمال معاذ يوسف إستلهام للتراث والتاريخ العربي والإسلامي عبر أعمال قارب فيها جوانب من سير شخصيات اسلامية كما في «مصعب بن عمير» و«زيد بن عمرو» و«هاشم» و«نسيبة بنت كعب» و«ورقة بن نوفل» و«قصي بن كلاب» وهي من إخراج علي الانصاري. وكتب مسلسل «وامعتصماه» وثلاثية «معروف الرصافي» و«عشر ليرات» ثم مسلسل «المقتفي» و«أبو جعفر المنصور» الذي أخرجه صلاح كرم. استلهم من التراث أعماله «الورد في الاكمام» و«السهم» و«الصفعة» و«المغنية والراعي» والفرج بعد الشدة وقيس والمجنون.

## أعماله
- الثانية بعد الظهر 2009 - مسلسل [3]
- الطرائف الغريبة والنوادر العجيبة 1999 - مسلسل
- أبو جعفر المنصور 1998 - مسلسل
- امرأه ورجل 1995 - مسلسل [4]
- الميزان الحق 1994-مسلسل
- الملك غازي 1993 - فيلم
- بديعة 1989 - فيلم [5]
- ما ضاع وانمحى من أخبار جحا 1989 - مسلسل [6]
- متوالية الحب 1989 - سهرة تليفزيونية [7]
- نادية 1987 - مسلسل
- الكذبة الأولى 1986 - سباعية
- نسيبة بنت كعب 1983 - تمثيلية [8]
- البندول 1979 - فيلم [9]
- اللوحة 1977 - فيلم [10]
- السنطور 1974 - تمثيلية [11]

## وصلات خارجية
- معاذ يوسف على موقع IMDb
- معاذ يوسف على موقع TMDB
- معاذ يوسف على موقع قاعدة بيانات الأفلام العربية